# 銼棘魚目
銼棘魚目（學名：Ischnacanthiformes）是棘魚綱一個已經滅亡的目。

## 特徵
魚身背部有2個鰭、每個背鰭各有一個棘、牙齒固定在強壯的膜質頜骨上。:67

## 下属分类
- 锉棘鱼科 Ischnacanthidae
- 多棘鱼科 Poracanthidae
- 枝棘鱼属 Xylacanthus